# Premios Laurel
Los Premios Laurel (Laurel Awards) fueron unos premios cinematográficos estadounidenses que galardonaban a películas , actores , actrices, productores , directores y compositores. Este premio fue creado por la revista Motion Picture Exhibitor y estuvo vigente desde 1948 hasta 1971 (con excepción de 1969).
Los ganadores de los Premios Laurel fueron determinados por compradores de películas estadounidenses y canadienses. Después de la votación, los resultados se publicaron en la revista y cada ganador recibió una placa dorada.

## Premiados
Mejor Película
- Patton: 1971

Mejor drama de acción
- Butch Cassidy and the Sundance Kid: 1970

Mejor interpretación de drama
- John Wayne: True Grit: 1970

Mejor nuevo rostro femenino
- Ali MacGraw: Goodbye, Columbus: 1970

Mejor interpretación dramática (Femenino)
- Claudette Colbert: 1950
- Jane Wyman: 1951
- Joan Crawford: 1952  [2]
- Deborah Kerr: 1953
- Grace Kelly: 1954
- Susan Hayward: 1955
- Ingrid Bergman: 1956
- Anne Baxter: 1956
- Elizabeth Taylor: 1957

Mejor interpretación masculina
- James Stewart: The Stratton Story 1950

Mejor interpretación femenina
- June Allyson: The Stratton Story 1950

Top estrellas femeninas
- Doris Day: 1958, 1959, 1960, 1961, 1962, 1963, 1964 [3]
- Elizabeth Taylor: 1965, 1966
- Julie Andrews: 1967, 1968
- Katharine Hepburn: 1970, 1971

Top estrellas masculinas
- Rock Hudson: 1958, 1959, 1960, 1962, 1963
- Burt Lancaster: 1961
- Cary Grant: 1964, 1966
- Jack Lemmon: 1965, 1967
- Paul Newman: 1968, 1970
- Dustin Hoffman: 1971

Top personalidad masculina
- Peter O'Toole: Lawrence of Arabia 1963

Top Productor / Director
- Cecil B. DeMille: 1949, 1950, 1951, 1952, 1953, 1954, 1955, 1956, 1957, 1958
- Alfred Hitchcock: 1959, 1960, 1961, 1962, 1964, 1966, 1970, 1971
- Billy Wilder: 1963
- Mervyn LeRoy: 1965
- Robert Wise: 1967, 1968

Top Director
- Fred Zinnemann: 1958, 1959, 1961, 1962, 1963, 1964
- Vincente Minnelli: 1960
- George Cukor: 1965
- David Lean: 1966
- Henry Hathaway: 1967 [4]
- Norman Jewison: 1968
- Mike Nichols: 1970, 1971

Interpretación musical, masculina
- Elvis Presley: 1966

Laurel de Oro
- Matar a un ruiseñor: 1963[5]